# Variations sur le même T'aime
Variations sur le même t'aime é o segundo álbum de estúdio da cantora francesa Vanessa Paradis, lançado em 1990. Todas as faixas foram compostas por Serge Gainsbourg (letra) e Franck Langolff (música) com exceção de "Walk on the Wild Side", um cover de Lou Reed. Ele contém sucessos como "Tandem" e "Dis-lui toi que je t'aime". 
"Variations sur le même t'aime" literalmente significa "Variações no mesmo 'te amo' "  tendo também o duplo significado de "Variações no mesmo tema" por "t'aime" (te amo) soar como "thème" (tema) em francês.

## Contexto e lançamento
Após o sucesso mundial de "Joe le taxi" em 1987 e o triunfo do filme Boda Branca em 1989, Vanessa Paradis se torna uma estrela. Seu segundo álbum é muito esperado pelo público e pela mídia.
Originalmente, ele seria escrito pela mesma equipe do primeiro: Étienne Roda-Gil e Franck Langolff, mas a morte da mulher de Étienne o impede de seguir no projeto. Então é oferecido ao cantor e compositor francês Renaud a função de escrever as canções. Ele aceita o pedido e as canções são todas escritas e ficam prontas para serem gravadas.
Mas, o encontro de Vanessa com Serge Gainsbourg na cerimônia Victoires de la musique muda tudo. Ele pede para escrever todas as faixas do álbum. Diante da importância de Gainsbourg no mundo da música francesa, Vanessa não consegue recusar e põe de lado o projeto com Renaud.
Gainsbourg escreve os textos para as canções em 5 dias, fazendo algumas alterações ao longo das gravações. 
Apesar do sucesso do álbum que alcançou posições melhores que seu antecessor, nenhum de seus singles conseguiu o sucesso de "Joe le taxi" de seu primeiro álbum.
O single a alcançar maior reconhecimento é "Tandem" que tem em quase todos os versos um jogo de palavras ou um duplo sentido.
Apesar do álbum ter sido lançado em 1990, até hoje ele tem um número consistente de vendas todo ano na França e em parte do Canadá. 

## Faixas
| #   | Título                          | Compositor(es)                    | Duração |
| --- | ------------------------------- | --------------------------------- | ------- |
| 1.  | "L'Amour à deux"                | Serge Gainsbourg, Franck Langolff | 4:56    |
| 2.  | "Dis-lui toi que je t'aime"     | Serge Gainsbourg, Franck Langolff | 3:58    |
| 3.  | "L'Amour en soi"                | Serge Gainsbourg, Franck Langolff | 5:07    |
| 4.  | "La Vague à lames"              | Serge Gainsbourg, Franck Langolff | 3:22    |
| 5.  | "Ophélie"                       | Serge Gainsbourg, Franck Langolff | 4:01    |
| 6.  | "Flagrant délire"               | Serge Gainsbourg, Franck Langolff | 3:55    |
| 7.  | "Tandem"                        | Serge Gainsbourg, Franck Langolff | 3:28    |
| 8.  | "Au charme non plus"            | Serge Gainsbourg, Franck Langolff | 3:52    |
| 9.  | "Variations sur le même t'aime" | Serge Gainsbourg, Franck Langolff | 4:32    |
| 10. | "Amour jamais"                  | Serge Gainsbourg, Franck Langolff | 4:24    |
| 11. | "Ardoise"                       | Serge Gainsbourg, Franck Langolff | 4:22    |
| 12. | "Walk on the Wild Side"         | Lou Reed                          | 4:28    |

## Singles
3 singles foram lançados a partir do álbum:
- "Tandem" - Lançado em maio de 1990[3] e em setembro do mesmo ano, no resto do mundo. O single teve um grande sucesso na mídia, mas não vendeu muito[4]. O videoclipe, feito por Jean-Baptiste Mondino, permanece até os dias atuais como um clássico do gênero.
- "Dis-lui toi que je t'aime" - Lançado em novembro de 1990[5].
- "L'Amour en soi" - Lançado numa versão remixada em março de 1991[5].

Os singles "Tandem" e "Dis-lui toi que je t'aime" estão entre as canções de Vanessa mais presentes em suas turnês.

### Variações das canções
Com o propósito de aumentar as vendas do single, uma versão remixada de "Tandem" é lançada no comércio em setembro de 1990 em versão curta e em versão longa.
A versão de "L'Amour en soi" que é lançada como single é uma versão remixada totalmente diferente da canção original que está no álbum.

## Comentários
- Duas canções foram gravadas, mas descartadas da lista de faixas do álbum no fim: um cover de "Baby Alone in Babylone" de Jane Birkin e uma canção inédita: "Zoulou".
- É durante esse período que Serge Gainsbourg diz a famosa frase: "Paradis c'est l'enfer!" ("Paradis é o inferno!") Esse é um pequeno jogo de palavras com o nome da cantora que significa "Paraíso" em francês. Sendo assim, literalmente a frase significa "Paraíso é o inferno!".
- Esse foi o último álbum escrito por Serge Gainsbourg antes de sua morte em 2 de março de 1991.

## Na televisão
A divulgação do álbum na televisão ocorreu entre março de 1990 e maio de 1991.
4 programas foram particularmente importantes:
- 14 de março de 1990 - Sacrée Soirée: Vanessa canta "Baby Alone in Babylone" de Jane Birkin e é entrevistada junto com Serge Gainsbourg.
- 21 de abril de 1990 - Champs-Elysées: Vanessa canta com exclusividade "Dis-lui toi que je t'aime", "Au charme non plus" e por conta do atraso da produção do álbum, uma versão inédita de "Tandem". Essa versão conta com a participação de Franck Langolff e com estrofes que não apareceram na versão single.
- 21 de junho de 1990 - Fête de la musique: documentário de 30 minutos (Portrait) com entrevistas de Vanessa, Serge Gainsbourg e Franck Langolff e cenas do making of do álbum. Vanessa também canta "Walk on the Wild Side".
- 22 de dezembro de 1990 - Vanessa, 18 ans, et alors[6]: para comemorar os 18 anos de Vanessa, ocorre uma programação especial com entrevistas. Ela também canta "L'Amour en soi", "La Vague à lames" e "Walk on the Wild Side" com Dave Stewart.

## Desempenho

### Álbum
| Chart (1990)        | Melhor posição |
| ------------------- | -------------- |
| French Album Charts | 6              |

### Singles
| Ano  | Single                      | Chart                | Melhor posição |
| ---- | --------------------------- | -------------------- | -------------- |
| 1990 | "Tandem"                    | French Singles Chart | 22             |
| 1990 | "Dis-lui toi que je t'aime" | French Singles Chart | 41             |

### Certificações
| País   | Provedor | Certificação | Vendas certificadas |
| França | SNEP     | Platina      | 375.000             |